# Verso marteliano
Los versos martelianos son versos de 14 sílabas, los cuales fueron inventados por el poeta Ciullo de Alcamo en el siglo XII, y que por ser demasiado largos y monótonos, no fueron aceptados.
El poeta boloñés de los siglos XVII y XVIII Pedro Jaime Martelli, trató de resucitarlos para imitar con ellos los versos de los trágicos franceses llamados alejandrinos, por haberse usado inicialmente en la novela de caballería Alejandro Magno, compuesta en el siglo XII o a principios del XIII